# آگوستین نابارو
آگوستین نابارو (اسپانیایی: Agustín Navarro‎؛ ‏ ۱۹۲۶ – ۱۴ ژوئیهٔ ۲۰۰۱) کارگردان فیلم و فیلم‌نامه‌نویس اهل اسپانیا بود. او دانش‌آموختهٔ رشتهٔ فلسفه بود.
از فیلم‌ها یا مجموعه‌های تلویزیونی که وی در آن‌ها نقش داشته‌است، می‌توان به چهار گلوله برای جو اشاره نمود.